# 湯山せいか
湯山 せいか（ゆやま せいか、1994年3月7日 - ）は、日本の女子アイスホッケー選手。現在SEIBUプリンセス ラビッツに所属している。ポジションはフォワード。右利き。

## 人物
1994年3月7日、東京都出身。明治神宮外苑アイスホッケークラブを2009年3月卒業、東洋高等学校在学中からSEIBUプリンセス ラビッツに入った。
2011年、スウェーデンで行われた世界女子U-18選手権のアイスホッケー女子日本代表に選ばれた。
2011年6月には、同年7月に国際アイスホッケー連盟によりソチオリンピックに向けた各国の女子アイスホッケーレベル向上のため、スロバキアのブラチスラヴァで開かれる「IIHFハイパフォーマンス女子キャンプ」にU18代表として選ばれた。
同年12月にノルウェーのトロムソで行われた世界女子U-18選手権で、地元ノルウェー相手に1得点をあげて勝利に貢献した。